# Podnoszenie ciężarów na Letnich Igrzyskach Olimpijskich 2024 – waga do 59 kg kobiet
Rywalizacja w wadze do 59 kg kobiet w podnoszeniu ciężarów na Letnich Igrzyskach Olimpijskich 2024 została rozegrana w dniu 8 sierpnia 2024 roku na terenie hali Paris Expo Porte de Versailles.

## Terminarz
| Data       | Godzina |       |
| ---------- | ------- | ----- |
| 8 sierpnia | 15:00   | Finał |

## Wyniki
| Pozycja | Zawodniczka        | Reprezentacja   | Rwanie | Rwanie | Rwanie | Rwanie | Podrzut | Podrzut | Podrzut | Podrzut | Wynik |
| Pozycja | Zawodniczka        | Reprezentacja   | 1      | 2      | 3      | Wynik  | 1       | 2       | 3       | Wynik   | Wynik |
| ------- | ------------------ | --------------- | ------ | ------ | ------ | ------ | ------- | ------- | ------- | ------- | ----- |
| złoto   | Luo Shifang        | Chiny           | 101    | 105    | 107    | 107    | 129     | 134     | 137     | 134     | 241   |
| srebro  | Maude Charron      | Kanada          | 101    | 104    | 106    | 106    | 126     | 130     | 132     | 130     | 236   |
| brąz    | Kuo Hsing-chun     | Chińskie Tajpej | 103    | 105    | 105    | 105    | 130     | 130     | 137     | 130     | 235   |
| 4       | Anyelin Venegas    | Wenezuela       | 97     | 100    | 102    | 102    | 122     | 128     | 134     | 128     | 230   |
| 5       | Rafiatu Lawal      | Nigeria         | 100    | 103    | 103    | 100    | 125     | 127     | 130     | 130     | 230   |
| 6       | Elreen Ando        | Filipiny        | 100    | 100    | 102    | 100    | 130     | 130     | 130     | 130     | 230   |
| 7       | Kamila Konotop     | Ukraina         | 104    | 106    | 106    | 104    | 123     | 129     | 132     | 123     | 227   |
| 8       | Janeth Gómez       | Meksyk          | 92     | 92     | 95     | 95     | 114     | 119     | 122     | 122     | 217   |
| 9       | Dora Tchakounté    | Francja         | 95     | 98     | 100    | 98     | 115     | 118     | —       | 115     | 213   |
| 10      | Mattie Sasser      | Wyspy Marshalla | 94     | 94     | 94     | 94     | 110     | 115     | 118     | 115     | 209   |
| 11      | Lucrezia Magistris | Włochy          | 96     | 96     | 100    | 96     | 111     | 112     | 112     | 112     | 208   |
| —       | Yenny Álvarez      | Kolumbia        | 101    | 103    | 105    | 105    | 130     | 132     | 132     | —       | DNF   |